# Vlaams-Brabantse Mediamaatschappij
De Vlaams-Brabantse Mediamaatschappij of VBM is de exploitatiemaatschappij achter de regionale televisieomroep Regionale Omroep Brabant (ROB). De VBM is onderdeel van de mediaholding Corelio. 
De maatschappij werd op 10 november 1992 opgericht als Regio TV BVBA. Op 6 januari 1996 werd dit A en B Productie NV. Op 10 februari 2003 kreeg ze haar huidige naam, inclusief de verkorte vorm VBM.
De VBM staat als exploitatiemaatschappij in voor het zakelijk beheer van de omroep ROB maar niet voor de inhoudelijke aspecten. Omroep ROB zelf is voor zijn inhoudelijke werk georganiseerd als vzw en zendt uit in het oosten van de Vlaamse provincie Vlaams-Brabant, het arrondissement Leuven. Hierin liggen naast Leuven ook Diest, Aarschot en Tienen.